# Kemono
Kemono (ケモノ?) è un genere d'arte giapponese che presenta delle figure animali dotate di caratteristiche tipiche del mondo degli umani. Questa forma d'arte è ampiamente utilizzata, tanto nella pittura, quanto nei manga e negli anime e persino nei videogiochi.

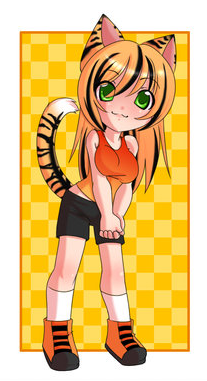
Esempio di Kemonomimi in stile manga.

Un'ulteriore differenziazione viene spesso fatta fra i personaggi kemono e i personaggi kemonomimi. La differenza consiste nel fatto che mentre i primi hanno delle caratteristiche animali fortemente accentuate, i secondi sono fondamentalmente esseri umani che presentano delle caratteristiche minime appartenenti al mondo degli animali. In ogni caso, il confine di distinzione è molto labile.
I kemono sono anche frequentemente chiamati jūjin (獣人?). Come è facile intuire, la loro rappresentazione cambia da artista ad artista, ma presenta solitamente alcuni tratti costanti che si ripetono di volta in volta.
Solitamente, la maggior parte di questi personaggi conserva un carattere simile a quello degli esseri umani, anche se alcuni di essi agiscono e si comportano in maniera più affine a quella dell'animale di riferimento.